# Diecezja Syracuse
Diecezja Syracuse (łac. Dioecesis Syracusensis, ang. Diocese of Syracuse) – diecezja Kościoła rzymskokatolickiego w metropolii Nowy Jork w Stanach Zjednoczonych. Swym zasięgiem obejmuje środkową część stanu Nowy Jork. 

## Historia
Diecezja została kanonicznie erygowana 26 listopada 1886 roku przez papieża Leona XIII. Wyodrębniono ją z diecezji Albany. Pierwszym ordynariuszem został wikariusz generalny diecezji Albany Patrick Anthony Ludden (1836–1912). 

## Ordynariusze
- Patrick Anthony Ludden (1886–1912)
- John Grimes (1912–1922)
- Daniel Joseph Curley (1923–1932)
- John Aloysius Duffy (1933–1937)
- Walter Andrew Foery (1937–1970)
- David Frederick Cunningham (1970–1975)
- Francis James Harrison (1977–1987)
- Joseph Thomas O'Keefe (1987–1995)
- James Moynihan (1995–2009)
- Robert Cunningham (2009–2019)
- Douglas Lucia (od 2019)